# Corunna (Míchigan)
Corunna es una ciudad situada en el condado de Shiawassee, Míchigan, Estados Unidos. Tiene una población estimada, a mediados de 2022, de 3032 habitantes.
Es la sede del condado.
Recibe su nombre por la ciudad española de La Coruña.

## Geografía
La localidad está ubicada en las coordenadas 42°59′0″N 84°6′57″O / 42.98333, -84.11583. Según la Oficina del Censo, tiene una superficie total de 8.42 km², de los cuales 8.24 km² corresponden a tierra firme y 0.18 km² están cubiertos de agua.

## Demografía
Según el censo de 2020, en ese momento había 3046 personas residiendo en la localidad. La densidad de población era de 369.66 hab./km². El 91.33% de los habitantes eran blancos, el 0.36% eran afroamericanos, el 0.56% eran amerindios, el 0.49% eran asiáticos, el 0.76% eran de otras razas y el 6.50% eran de una mezcla de razas. Del total de la población, el 2.92% eran hispanos o latinos de cualquier raza.